# Burzyk żółtodzioby
Burzyk żółtodzioby (Calonectris diomedea) – gatunek dużego ptaka oceanicznego z rodziny burzykowatych (Procellariidae). W sezonie lęgowym występuje w basenie Morza Śródziemnego, poza sezonem lęgowym większość populacji rozprasza się po Atlantyku. Nie jest zagrożony wyginięciem.

## Systematyka
Dawniej uznawany za jeden gatunek z burzykiem dużym (C. borealis) oraz burzykiem zielonoprzylądkowym (C. edwardsii). Nie wyróżnia się podgatunków.

## Morfologia
WyglądWierzch ciała szarobrązowy, pióra grzbietu oraz górną część ogona wyróżniają jaśniejsze krawędzie piór. Spód ciała biały. Ogon ciemny od spodu. Skrzydła od spodu białe z ciemnymi krawędziami i końcówką skrzydła. Dziób solidny, mocno zagięty, żółty z ciemniejszą końcówką. Od innych burzyków odróżnia go jednolicie biała barwa spodu ciała i jednolite upierzenie głowy, połączone z mocną budową ciała.
Wymiary średnie
- Długość ciała ok. 44–49 cm[2]
- Rozpiętość skrzydeł 117–135 cm[2]
- Masa ciała ok. 544[2]–1060[6] g

## Zasięg występowania
Gnieździ się na wybrzeżach i wyspach Morza Śródziemnego położonych na terenie następujących państw: Algieria, Chorwacja, Francja, Grecja, Włochy, Malta, Hiszpania, Tunezja i Turcja. Zimuje głównie we wschodniej części tropikalnych stref Atlantyku. Okazjonalnie gnieździł się też na Wyspach Selvagens.
Wyjątkowo zalatuje do Polski – do 2010 roku stwierdzono go jedynie trzy razy, kolejne dwie obserwacje miały miejsce w roku 2011.

## Ekologia i zachowanie
BiotopOtwarte morze i ocean. Jedynie w sezonie lęgowym przebywa na nagich przybrzeżnych wysepkach, gdzie zajmuje klify, jaskinie i zbiorowiska kamieni.

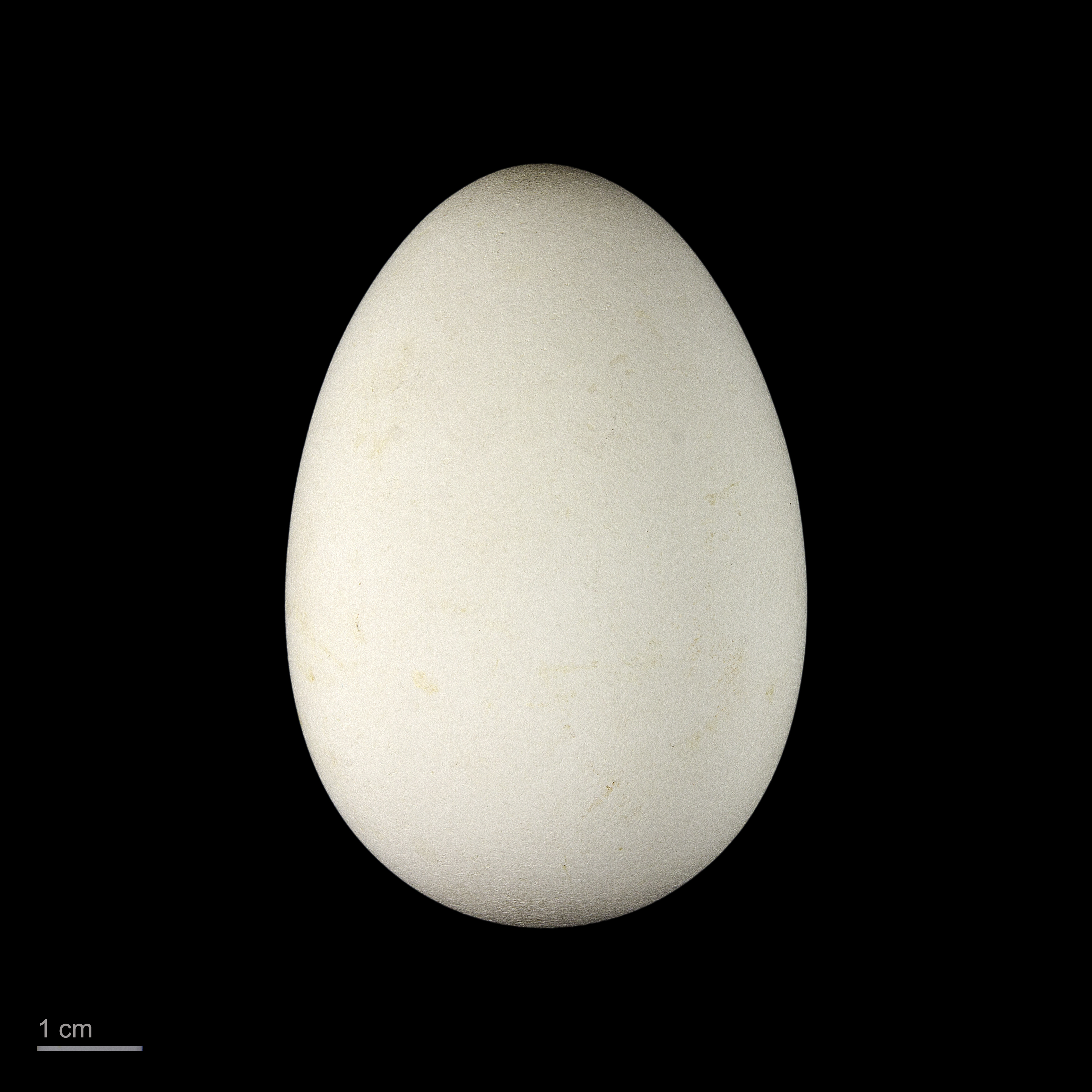
Jajo z kolekcji muzealnej

GniazdoGnieździ się kolonijnie. Lęgi rozpoczynają się w kwietniu, choć do kolonii burzyki powracają już w lutym. Gniazdo mieści się w norze lub na końcu szczeliny skalnej; może znajdować się do 1 m od nory. Występuje silna konkurencja o miejsca lęgowe. Monogamiczny; często pary zajmują to samo gniazdo przez kolejne lata.
JajaW zniesieniu jedno jajo, składane na nagiej ziemi lub stercie kamyków i muszli.
Wysiadywanie i młodeJajo wysiadywane jest przez okres około 52–56 dni przez obydwoje rodziców. Ptaki zmieniają się co 6–8 dni wysiadywania. Pisklęta klują się pokryte szaro-brązowym puchem. Zarówno młode, jak i rodzice bronią się, zwracając z żołądka oleistą ciecz. Dorosłe ptaki opiekują się młodym przez około 100 dni. Dojrzałość płciową burzyki żółtodziobe osiągają po 7–13 latach życia.
PożywienieRyby, skorupiaki, głowonogi; zjadają również odpadki wyrzucone przez załogi kutrów rybackich.

## Status i ochrona
IUCN uznaje burzyka żółtodziobego za gatunek najmniejszej troski (LC – Least Concern). Liczebność światowej populacji szacuje się na 285–446 tysięcy dorosłych osobników. Globalny trend liczebności populacji uznawany jest za spadkowy.
W Polsce podlega ścisłej ochronie gatunkowej.